# Sedin Alić
Sedin Alić (født d. 31. maj 1989) er en dansk fodboldspiller, med bosnisk baggrund.

## Klubkarriere

### SønderjyskE
I januar 2006 sikrede SønderjyskE sig Sedins underskrift. Han var på dette tidspunkt blot 16 år. Sedin skrev under på en kontrakt som udløb ved sommeren 2008.
I sommeren 2008 hvor Sedins kontrakt udløb, blev han tilbudt en professionel kontrakt som han skrev under på, og blev dermed rykket op på førsteholdstruppen. Han nåede at spille 23 ligakampe indtil 2010.

### Vejle Boldklub / Vejle-Kolding
I januar 2010 skiftede Sedin videre til Vejle Boldklub, hvor han fik trøjenummer 7.
Efter at have været ude i 3 måneder grundet en lyskeskade i september 2010, blev han siden der tilgængelig for klubbens reserve hold, Vejle-Kolding.
I sommeren 2011 var Sedin til prøvetræning hos FC Hjørring, som i dag hedder Vendsyssel FF.
Efter Sedin viste gode takter til prøvetræningen, lejede FC Hjørring ham.
I februar 2012 blev Sedin tvunget til at træne med klubben U19 trup, da trænerstaben meddelte, at han ikke ville komme til at spille på førsteholdet.

### Kristianstads FF
Den 10. august 2012 skiftede Sedin til svenske Kristianstads FF.